# Xã Warren, Quận Marion, Missouri
Xã Warren (tiếng Anh: Warren Township) là một xã thuộc quận Marion, tiểu bang Missouri, Hoa Kỳ. Năm 2010, dân số của xã này là 1.499 người.